# Melkveehouderij

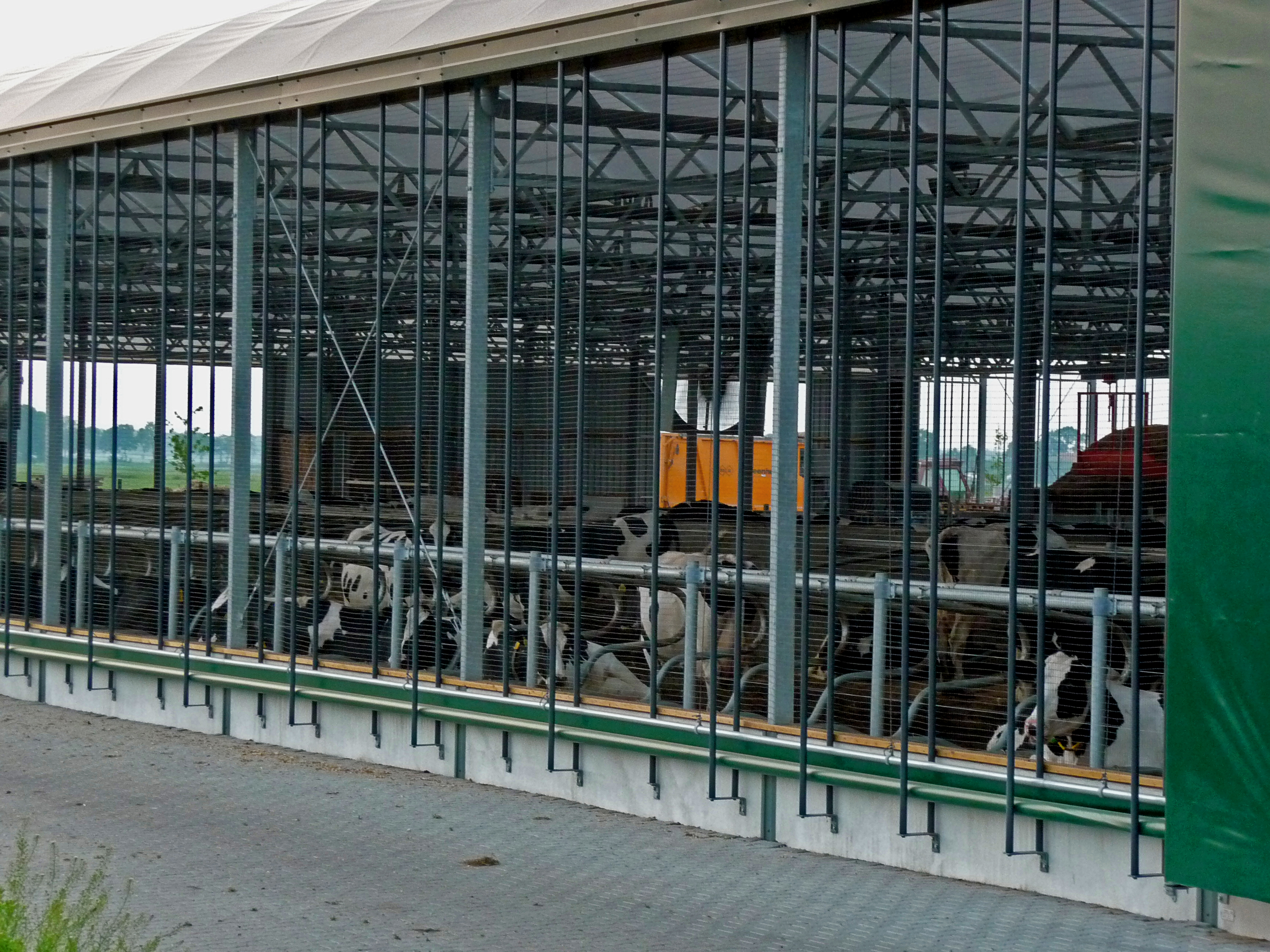
Openluchtstal in Laaghalerveen

De melkveehouderij is het houden van zoogdieren voor het verkrijgen van de melk van de moederdieren voor de consumptie door mensen. In de meeste gevallen heeft de melkveehouderij betrekking op koeien. Echter ook waterbuffels, schapen, geiten, paarden, kamelen en (in Italië) ezels worden gehouden voor melk. Omdat melkveehouders vaak, in tegenstelling tot de intensieve veeteelt van kippen en varkens, ook grond hebben voor de voedselvoorziening van hun dieren, worden ze ook wel landbouwers genoemd. Nederland telde in 2020 ongeveer 16.275 bedrijven met melkkoeien, en 2.140 bedrijven in de schapen- en geitenhouderij.
Het Holstein-Friesian koeienras is wereldwijd het meest gebruikte melkveeras. Ook de Jersey wordt veel gemolken, maar melk van dat ras heeft een hoger vetgehalte en is daarom in Europa minder populair. Beide rassen zijn 'melktypisch'; ze hebben een magere bouw en een gunstige genetische aanleg. Door ver doorgevoerde selectie en het gebruik van krachtvoer zijn ze in de loop van de twintigste eeuw steeds meer melk gaan produceren.

## Geschiedenis
Na de hond was de geit ongeveer 10.000 tot 8.000 v.Chr. het eerste gehouden dier. Deze domesticatie vond het eerst plaats in het Midden-Oosten (in het huidige Iran en Irak). Daarna volgde rond 8.000 v.Chr rund en schaap in het zelfde gebied. Ze werden niet voor hun melk gehouden, maar voor de wol (schaap) of trekkracht (rund), leer en vlees (geit, schaap en rund). Het is niet zeker wanneer men ontdekte dat deze dieren ook gehouden konden worden voor hun melk. De eerste tekenen dat dieren gemolken werden komen uit noordwest Anatolië circa 7.000 v.Chr. In de millennia die volgden kwam melkveehouderij op steeds meer plekken voor: circa 5.000 v.Chr. in Afrika, circa 4000 v.Chr. in Engeland en Noord-Europa.
De melkkoe stamt af van de oeros, die in de achttiende eeuw is uitgestorven. Deze grote koe, met een schofthoogte van 1.5m, was roodbruin van kleur, terwijl de stier, die een schofthoogte tot 2m had, zwart van kleur was. Van nature zullen er ook bonte dieren zijn geweest, maar die waren dan kwetsbaarder aangezien witte vlekken snel opvallen in de natuur. Het is waarschijnlijk dat de bonte runderen de eerste waren die de mens heeft gedomesticeerd. Daarna zijn er, door gerichte fokkerij, veel verschillende rassen ontstaan.
Anno 2023 herbergen de 10 grootste melkveehouderijen ieder meer dan 650 koeien.

### Melken
Melkveehouderij is al duizenden jaren onderdeel van het bestaan. Het melken geschiedde handmatig en vond gewoonlijk tweemaal daags plaats. Een melker kon ongeveer een dozijn koeien per dag melken. Boeren bezaten in het zestiende-eeuwse Holland niet meer dan vier tot zes runderen. Omdat na die periode de prijzen van melk, boter en kaas sneller stegen dan die van akkerbouwgewassen, ging boeren zich meer op veeteelt toeleggen. Het aantal koeien nam daardoor toe. In de eerste helft van zeventiende eeuw was het aantal runderen in Holland gemiddeld 18 tot 25 per bedrijf. Er ontstond verschil tussen boeren die zich toelegden op de productie van consumptiemelk en vetweiderij, tegenover de bedrijven die vooral aan boter- en kaasbereiding deden.
Na de Tweede Wereldoorlog leidde het beschikbaar komen van goedkope kunstmest en geïmporteerd eiwitrijk veevoer tot schaalvergroting van melkveebedrijven. Melkmachines, die voor een grote arbeidsbesparing zorgden kwamen op de markt; tussen 1950 en 1960 nam het aantal machinaal gemolken koeien explosief toe. Men molk met emmerinstallaties; de koeien stonden vast en de melker ging met het melkstel van koe naar koe. De melk werd verzameld in melkbussen. Vanaf de jaren zeventig werden de emmerinstallaties vervangen door melkleidingen waarbij de melk direct in een melkkoeltank kwam. Het ligboxenstalsysteem maakte het mogelijk dat de koeien naar de melker toekwamen. Er kwamen verschillende systemen waarin de koeien gemolken kunnen worden, zoals de visgraatmelkstal en de draaimelkstal.

### Robotisering

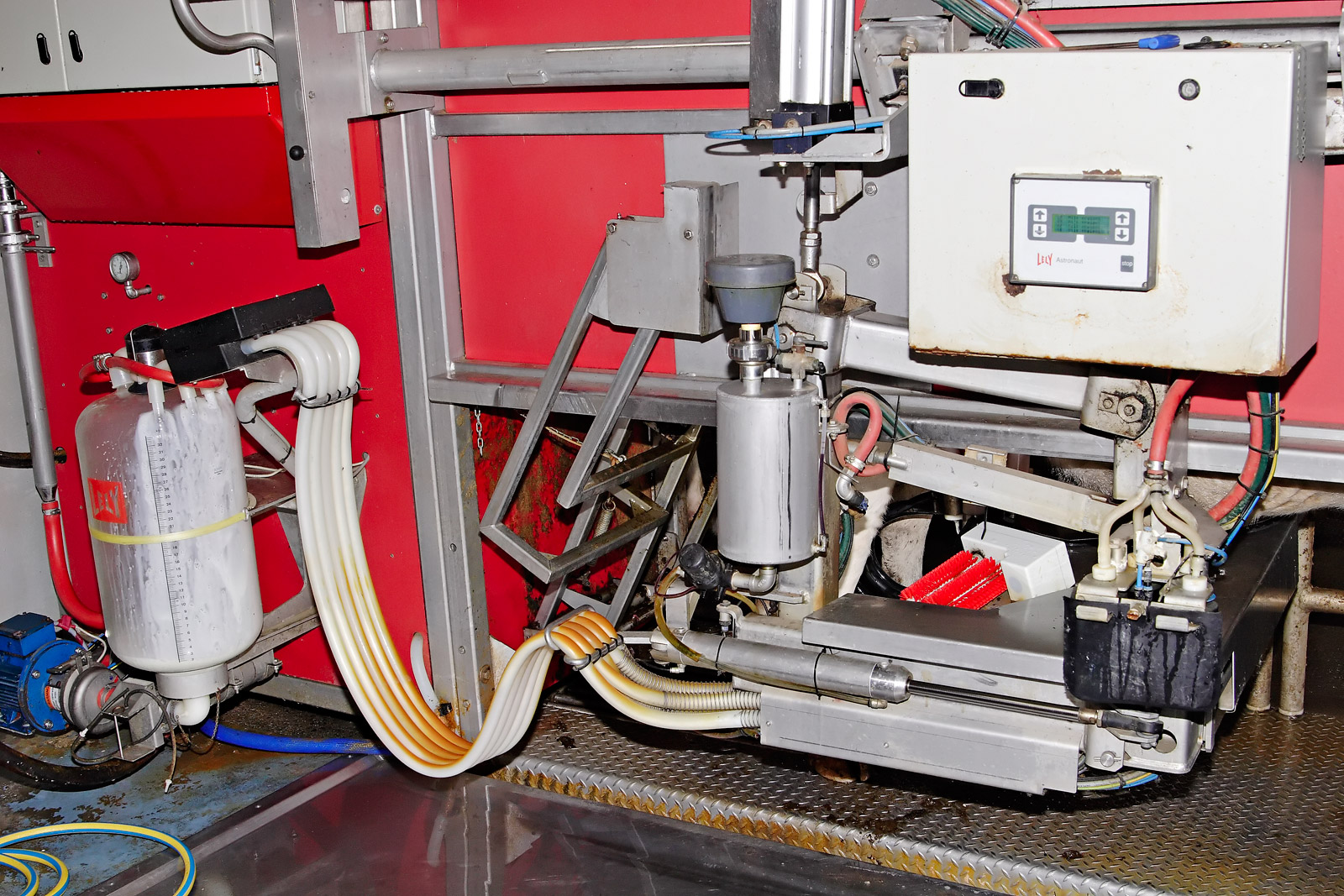
Melkrobot

Machinaal melken was sneller en maakte een betere kwaliteitscontrole mogelijk. Toch werden nog veel uren per dag aan het melken besteed. Daarom bleven technici zoeken naar systemen om het melken nog minder arbeidsintensief te maken. Vanaf de jaren tachtig lukte het om de melkerij volledig te automatiseren. De eerste volledig geautomatiseerde melkrobot stond in Nederland en kwam in 1992 in bedrijf. Na de eeuwwisseling nam het aantal volledig geautomatiseerde melkveebedrijven snel toe.